# Sinopec

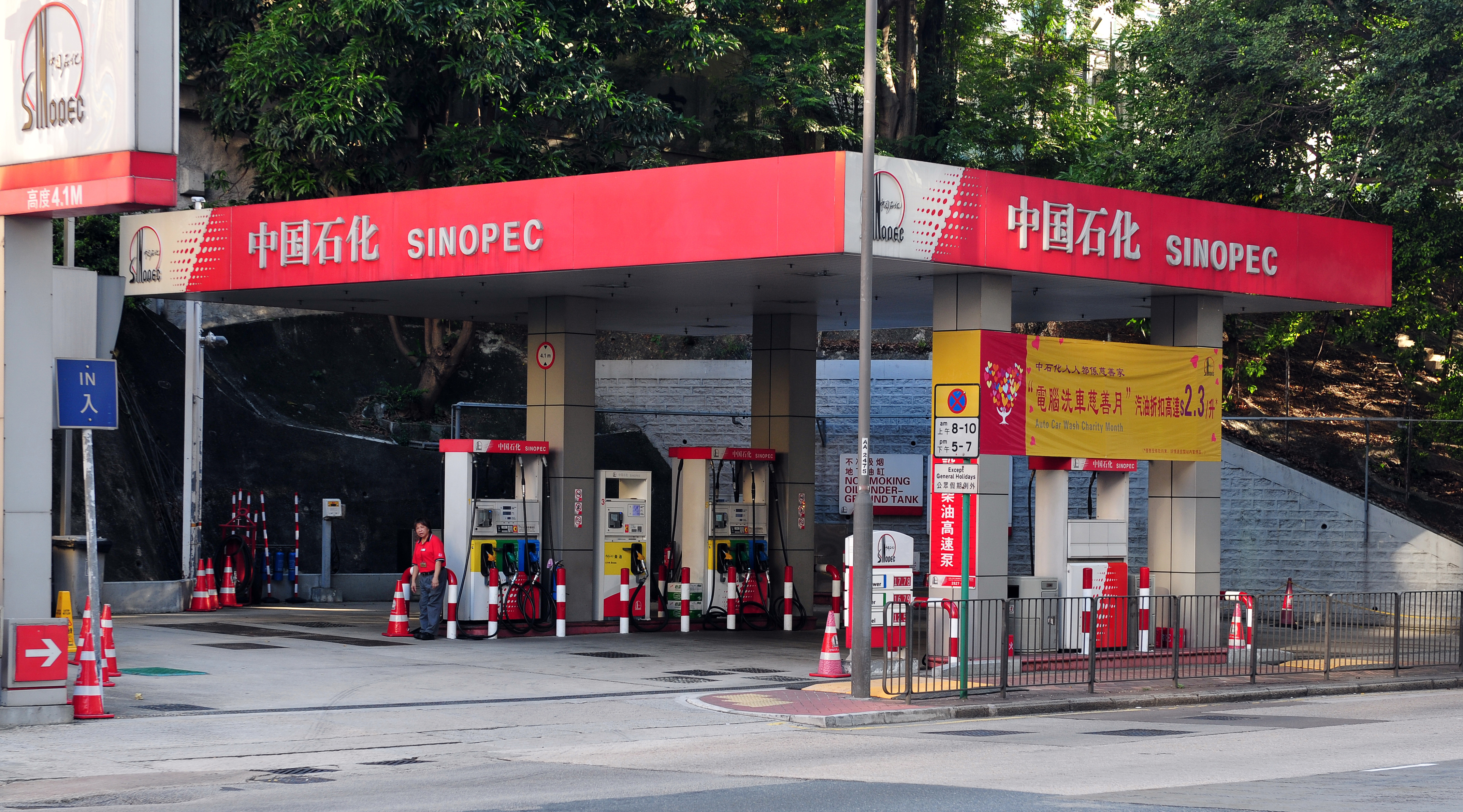
Sinopec Hongkong

Sinopec este o companie integrată de petrol și gaze cu sediul la Beijing, cu peste 364.500 de angajați.
1. ↑  Global LEI index, accesat în 17 septembrie 2024
2. ↑  raport anual